# إرهارت كاب
إرهارت كاب (بالإنجليزية: Erhardt Kapp)‏ هو مدرب كرة قدم ولاعب كرة قدم أمريكي، ولد في 16 يونيو 1959 في فينتينيليه في رومانيا. شارك مع منتخب الولايات المتحدة لكرة القدم. أما مع النوادي، فقد لعب مع لوس أنجلوس لايزرز ونيويورك كوسموس.

## وصلات خارجية
- إرهارت كاب على موقع قاعدة بيانات كرة القدم.إي يو (الإنجليزية)
- إرهارت كاب على موقع ناشيونال فوتبول تيمز (الإنجليزية)
- إرهارت كاب على موقع أوليمبيديا (الإنجليزية)